# Bercaeopsis beameri
Bercaeopsis beameri är en tvåvingeart som först beskrevs av Carroll William Dodge 1956.  Bercaeopsis beameri ingår i släktet Bercaeopsis och familjen köttflugor.
Artens utbredningsområde är Kansas. Inga underarter finns listade i Catalogue of Life.